# Ким, Андрей Иванович
Андрей Иванович Ким (1915—1993) — советский и российский учёный-юрист, доктор юридических наук, профессор.
Автор более 120 научных работ, в том числе нескольких монографий.

## Биография
Родился 22 декабря 1915 года в селе Благодатное Российской империи, ныне Михайловского района Приморского края, в семье Кима Хигвана, у которого было шесть детей от первого брака и три от второго. Андрей был четвёртым ребёнком в пером браке, его мать — Марья Цой.
Учился в местной корейской школе. В 1930 году был зачислен в четвёртый семилетней школы на станции Бикин. Хорошо выучив русский язык, был принят на подготовительное отделение педагогического техникума в Имане. Осенью 1933 года, как отличник, Андрей Ким был направлен для продолжения образования на рабфак Иркутского института советского строительства при ВЦИКе. По окончании рабфака весной 1934 года, был принят в число студентов Иркутского института советского строительства, в том же году этот вуз был переведён в Свердловск. Окончил институт с отличием в 1937 году, получив специальность «юрист-государствовед».
В июне — октябре 1937 года он заведовал учебной частью Дальневосточной краевой школы советского строительства в Благовещенске. После депортации осенью 1937 года проживавших в то время на Дальнем Востоке лиц корейской национальности в Казахстан и Среднюю Азию, вся семья Андрея Кима оказалась в Узбекистане. В 1937—1939 годах здесь он преподавал историю в школе и одновременно заведовал райсобесом в Мирзачуле. В 1939—1943 годах обучался в Узбекистанском (Самарканд) и Средне-Азиатском (Ташкент) университетах. Член ВКП(б) с 1941 года. В 1943—1945 годах работал директором средней школы № 16 Мирзачульского района Ташкентской области, где преподавал историю и литературу. Осенью 1945 года переехал в Свердловск, где вначале учился на факультете журналистики, а затем — на филологическом факультете Уральского государственного университета имени А. М. Горького, который окончил в 1946 году по специальности «филология».
В 1946—1948 годах А. И. Ким работал старшим преподавателем кафедры марксизма-ленинизма Уральского политехнического института. В 1948—1951 годах учился в аспирантуре Саратовского юридического института им. Д. И. Курского. Окончив аспирантуру, был направлен на работу в Томский государственный университет (ТГУ), где, после защиты кандидатской диссертации на тему «Советское всеобщее избирательное право» с 1953 года был заведующим кафедрой теории и истории государства и права. С 1955 по 1960 год — декан экономико-юридического факультета Томского государственного университета. С сентября 1954 года — доцент кафедры государственного и административного права ТГУ. В 1965 году в Харьковском юридическом институте защитил докторскую диссертацию на тему «Теория советского избирательного права и применение избирательного законодательства при формировании представительных органов власти в СССР». В 1966 году получил ученую степень доктора юридических наук и стал заведующим кафедрой государственного и административного права ТГУ. С 1966 по 1970 год был деканом юридического факультета, а с ноября 1992 года — профессором-консультантом кафедры государственного и административного права Томского государственного университета.
Андрей Иванович Ким был в числе группы юристов, готовивших Конституцию СССР 1977 года. В конце 1980-х годов он был включён в рабочую группу по подготовке проведения первых демократических выборов (председатель группы — А. И. Лукьянов). А. И. Ким стал основателем научной школы по государственному (конституционному) праву в Томском государственном университете, подготовил более 30 кандидатов и несколько докторов юридических наук.
Умер 11 июня 1993 года в Томске.
А. И. Ким был женат на Нине Михайловне Кушиновой (1926—1995) — кандидат химических наук. Их дети: Наталья Андреевна Кривова (род. 1950) — доктор биологических наук; Александр Андреевич Ким (род. 1953) — доктор технических наук.

## Заслуги
- Был награждён медалями «За трудовое отличие» (1961), «За доблестный труд» (1970) и «Ветеран труда» (1984), а также юбилейными медалями.
- Заслуженный юрист РСФСР (1968).
- Заслуженный ветеран труда Томского государственного университета.